# آئودی آراس۶
آئودی آراس۶ (Audi RS۶) خودرویی است که در سال‌های C۵: ۲۰۰۲ تا ۲۰۰۴C۶: ۲۰۰۸–۲۰۱۰در آلمان تولید شده‌است. طراحی آن موتور جلو، خودرو چهار چرخ محرک بوده است. سیستم جعبه‌دندهٔ آن به صورت خودکار است.